# Rue Kléber (Colmar)
Pour les articles homonymes, voir Rue Kléber.
La rue Kléber est une voie de la commune française de Colmar.

## Situation et accès
Cette voie de circulation, d'une longueur de 270 m, se trouve dans le quartier centre.
On y accède par les boulevards du Champ-de-Mars, de la République, les rues des Têtes, de l'Eau, des Bains, des Boulangers, Stanislas et les places des Unterlinden et des Martyrs-de-la-Résistance.
Cette voie n'est pas desservie par les bus de la TRACE même si ses bus y circulent.

## Origine du nom
La rue doit son nom au général d'Empire Jean-Baptiste Kléber (1753-1800).

## Bâtiments remarquables et lieux de mémoire
Dans cette rue se trouvent des édifices remarquables.

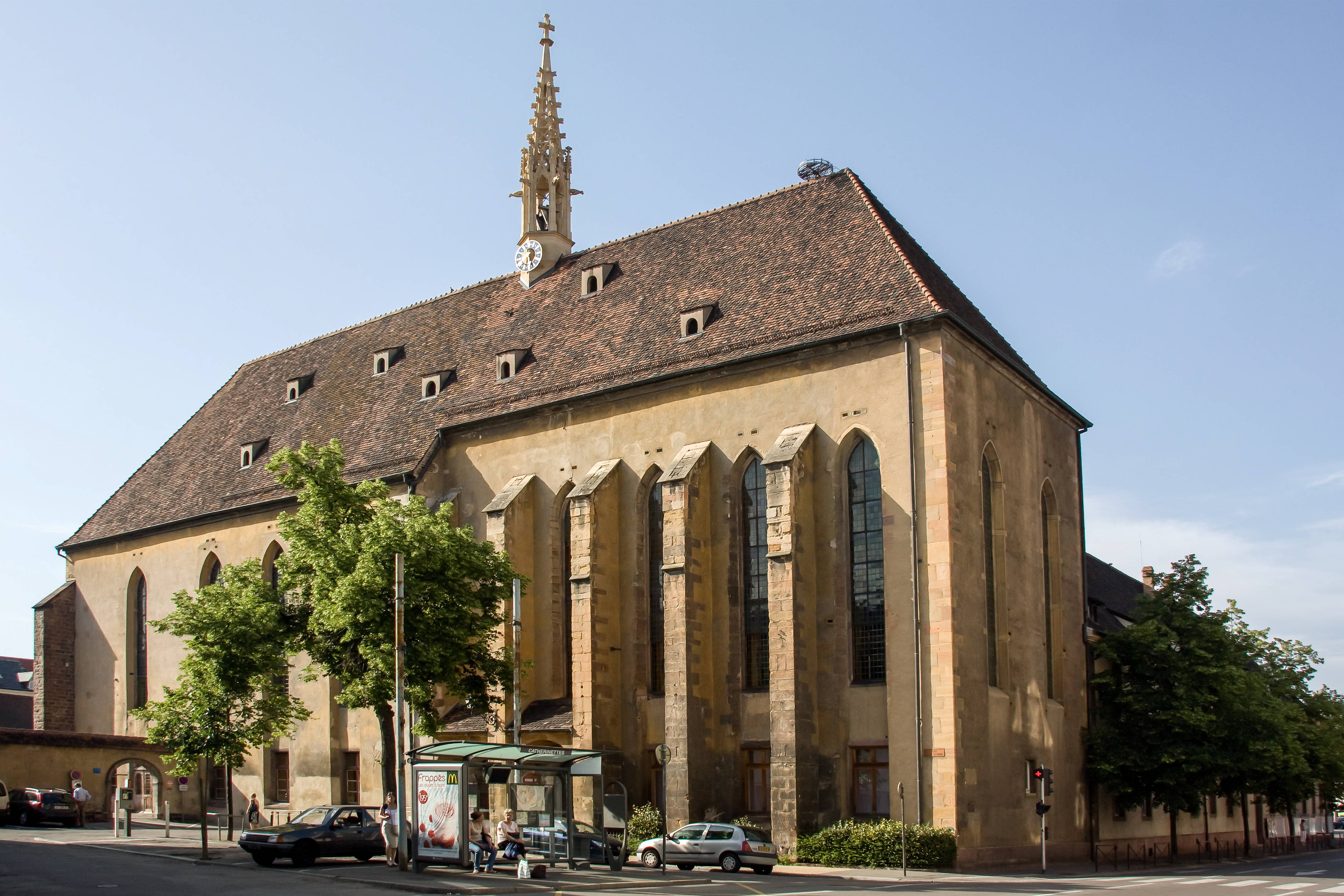
Couvent Sainte-Catherine (1371) au no 8 (MH) Inscrit MH (1929)